# ORP Resko
ORP Resko (637) – polski trałowiec redowy, jedna z jednostek projektu 207P, wchodząca w skład 12 Dywizjonu Trałowców 8 Flotylli Obrony Wybrzeża w Świnoujściu.

## Projekt i budowa
W połowie lat 60. XX wieku Polska Marynarka Wojenna znacznie rozbudowywała siły przeciwminowe, które liczyły 56 okrętów 5 typów, w tym dwa typu kutrów trałowych. Wraz z końcem lat 60. w Dowództwie Marynarki Wojennej (DMW) zrodziła się koncepcja budowy nowego typu trałowca redowego. W tym celu podjęto i przeprowadzono wiele analiz technicznych tak, że w 1968 roku opracowano wstępne wymagania taktyczno-techniczne nowych okrętów, których kadłuby miały być drewniane. Wkrótce jednak zarzucono tę koncepcję i rozpoczęto szereg prac naukowo-badawczych z zakresu konstrukcji i technologii okrętów z laminatów poliestrowo-szklanych (LPS), wyposażenia trałowego, czy też minimalizacji pól fizycznych. Na początku 1970 roku w Biurze Projektowo-Konstrukcyjnym Stoczni Północnej im. Bohaterów Westerplatte w Gdańsku, rozpoczęto prace projektowe nad nową jednostką małomagnetycznego trałowca redowego. Rolę głównego konstruktora sprawował mgr inż. Roman Kraszewski, którego później zastąpił mgr inż. Janusz Jasiński. Z ramienia Szefostwa Budowy Okrętów DMW nadzór sprawował kmdr Kazimierz Perzanowski. W tym samym roku ukończono analizę taktyczno-techniczno-ekonomiczną okrętu, który otrzymał numer projektowy 207 i jawny kryptonim Indyk.
Jednostka prototypowa, nosząca oznaczenie typ 207D ORP „Gopło”, została zwodowana 16 kwietnia 1981 w Stoczni Marynarki Wojennej w Gdyni. ORP Resko był siódmą jednostką z serii 207P, zwodowano go 1 października 1987 roku w Stoczni Marynarki Wojennej w Gdyni, zaś do służby w Marynarce Wojennej przyjęto go 26 marca 1988 roku.
W 2019 roku okręt przeszedł naprawę główną sonaru MG-89DSP. Trałowiec trafił do doku, gdzie przeszedł naprawę główną sonaru MG-89DSP.

## Opis
ORP „Resko” jest jednym z siedemnastu trałowców redowych projektu 207P, służących do poszukiwania i niszczenia min morskich kontaktowych i niekontaktowych. Kadłub okrętu jest wykonany z laminatu poliestrowo-szklanego. Okręt uzbrojony jest w armatę ZU-23-2M 23 mm, oraz trały: kontaktowy, elektromagnetyczny i akustyczny, a także bomby głębinowe. Napęd główny stanowią dwa silniki wysokoprężne M401A1 o mocy 735 kW każdy, napędzające dwie śruby.

## Służba
Bandera Marynarki Wojennej jednostki została podniesiona 26 marca 1988. W swojej służbie okręt wielokrotnie uczestniczył w ćwiczeniach krajowych i międzynarodowych, uczestnicząc między innymi w czerwcu 1989 roku w pierwszym ćwiczeniu taktycznym sił MW pod kryptonimem BARAKUDA. We wrześniu 1994 roku okręt brał udział w ćwiczeniu pod kryptonimem PIRANIA 94, a w lipcu 1995 roku odbył rejs szkoleniowo nawigacyjny do portu Neustadt. W 1997 roku po raz pierwszy uczestniczył w międzynarodowym ćwiczeniu pod kryptonimem PASSEX 97, a w 1998 roku w międzynarodowym ćwiczeniu BALTICA 98. W kolejnych latach okręt wielokrotnie uczestniczył w ćwiczeniach na szczeblu dywizjonu oraz w ćwiczeniach narodowych i międzynarodowych takich jak: 
- BALTOPS
- PASSEX
- PIRANIA
- NETH PASSEX
- BALICA NOBEL MARINER
- WARGACZ
- ANAKONDA
- NOCO